# Alexandre Garbell
Alexandre Garbell, genannt Sascha (* Mai 1903 in Riga; † 31. Dezember 1970 in Paris), war ein französischer Maler litauischer Herkunft der Nouvelle École de Paris.

## Leben und Wirken
Garbell malte zunächst im figurativen Stil und wechselte dann zur abstrakten Malerei über. Kennzeichnend für ihn war das Zusammenspiel von hellen Flächen mit komplizierten Helldunkelkontrasten. Ab 1958 beschäftigte er sich mit vereinfachten, expressionistischen Landschaften. Zu seinen häufigsten Motiven zählen die weiten Strände der Normandie, die engen Straßen Neapels und die Pariser Markthallen. In den letzten Jahren seines Lebens malte er große Blumenanordnungen mit chromatischer Farb- und harmonischer Flächenstruktur.